# Elaeocarpus vitiensis
Elaeocarpus vitiensis là một loài thực vật có hoa trong họ Côm. Loài này được Gillespie mô tả khoa học đầu tiên năm 1931.